# Isa (film)
Isa – amerykański thriller sci-fi z 2014 roku. Film nominowany do Złotej Szpuli za najlepszy montaż dźwięku w pełnometrażowym filmie telewizyjnym – efekty i imitacje dźwiękowe. Polska premiera filmu miała miejsce w Canal+ 26 stycznia 2015 roku.

## Fabuła
17-letnia Isa Reyes (Jeanette Samaro) sądzi, że jest zwyczajną, amerykańską nastolatką. Pewnego dnia odkrywa, że posiada w mózgu chip, który powoduje, że jej marzenia stają się rzeczywistością. Gdy dziewczyna zostaje porwana przez firmę, która pragnie wykorzystać jej zdolności, na pomoc koleżance rusza jej przyjaciółka Nataly (Sabi) oraz oficer Jaime Diaz (Eric Ochoa). Razem odkrywają spisek, który sięga od Meksyku aż na Wall Street. Jedną z ról w produkcji Josego Nestora Marqueza zagrała Sabi, popularna w Ameryce piosenkarka i tancerka.

## Obsada
- Jeanette Saman – Isabel „Isa” Reyes
- Sabi(inne języki) – Nataly
- Eric Ochoa – oficer Jaime Diaz
- Tony Vela – inżynier Ramirez